# Nicolas Chopin
Nicolas Chopin (en polonès: Mikolaj Chopin) (15 d'abril de 1771 – 3 de maig de 1844) va ser un professor de llengua francesa en la Polònia ocupada per russos i prussians, i el pare del compositor polonès Frédéric Chopin. Va emigrar a Polònia el 1787, i allà va fer carrera com a educador; primer com a professor, sobretot en la família de Marie Walewska i, posteriorment, treballant en l'educació pública polonesa.

## Context històric
La vida de Nicolas Chopin té lloc en un context polític canviant: arribà el 1787 a Polònia, que va patir una primera divisió el 1772, una segona el 1793 i una tercera el 1795 en la que va deixar d'existir políticament. Entre 1795 i 1807, Nicolás Chopin va viure en el que va ser la província de Prússia del Sud (capital: Varsòvia). El 1807, Napoleó va crear el Gran Ducat de Varsòvia, satèl·lit de França. En 1815, el ducat és assignat pel Congrés de Viena al tsar Alexandre i es va convertir en el regne de Polònia, amb una constitució relativament liberal. El 1832, després de la insurrecció dels anys 1830 i 1831, el tsar de Rússia i rei de Polònia Nicolau I imposa els primers estatuts orgànics que redueixen l'autonomia.

## Biografia

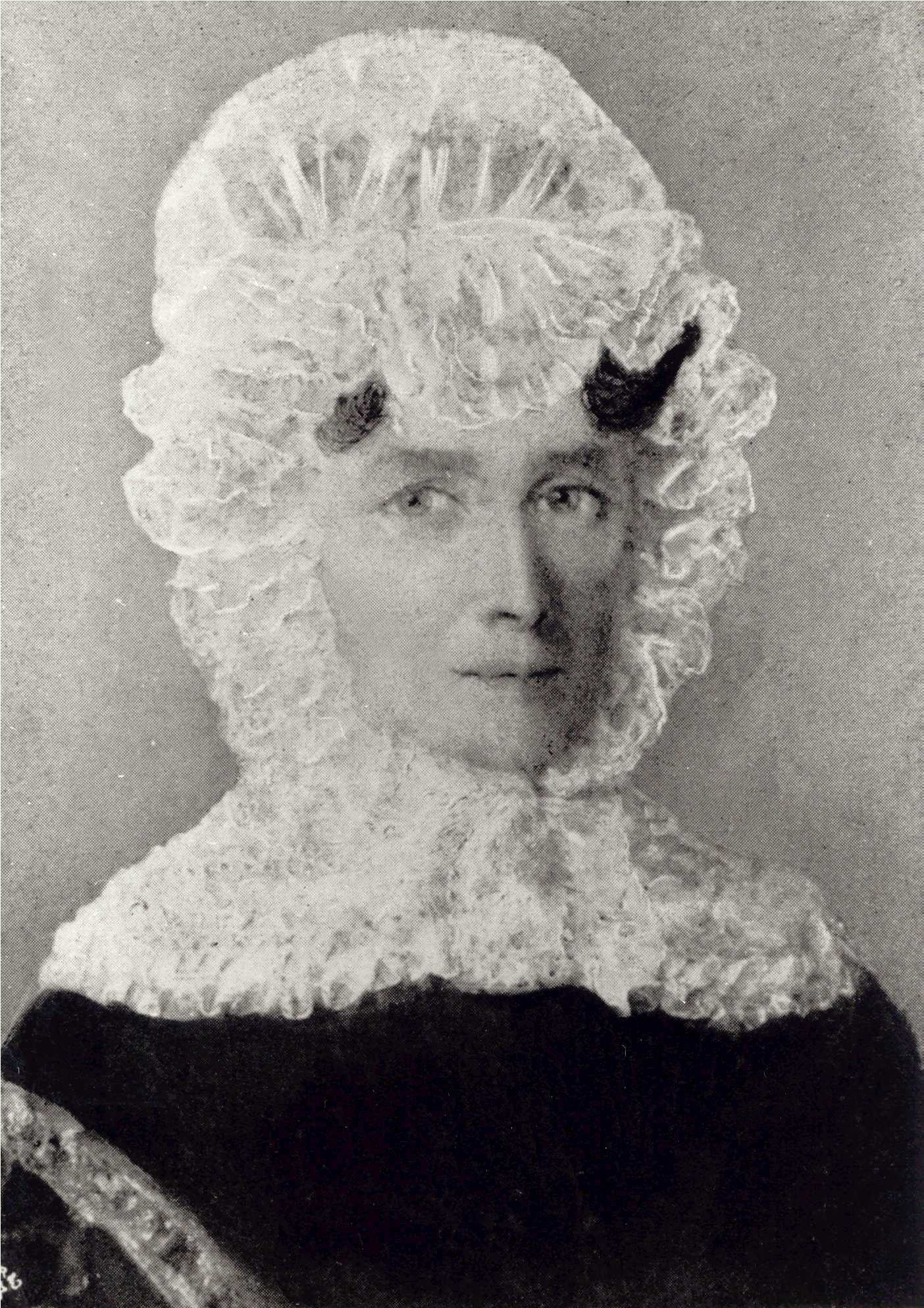
Justyna Chopin, de cognom Krzyżanowska, dona de Nicolas i mare de Frédéric

Nicolas era el fill de François Chopin, un carreter i enòleg, membre del consell del llogaret de Marainville, a la Lorena. A partir de 1780 el senyor de Marainville és el comte polonès Michel Pac, que té com a intendent Adam Weydlich, també polonès, casat amb una francesa d'Estrasburg, Françoise Schelling. Quan Michel Pac va vendre el senyoriu de Marainville, el 1787 Weydlich va decidir retornar a Polònia i amb ell va marxar l'adolescent Nicolas Chopin. Per tant, Nicolas Chopin va emigrar a Polònia a l'edat de 16 anys i es va integrar al país i allà va anar ascendint socialment dins la burgesia intel·lectual. Després d'aconseguir diverses feines entre 1787 i 1795 –fins i tot el seu pas per la Guàrdia Nacional a Varsòvia el 1794–, durant l'aixecament de Kosciuszko es va convertir en tutor dels fills de la família Łączyńska (1795-1802) –entre els quals hi havia Maria Walewska–, posteriorment de la família de la comtessa Ludwika Skarbek (1802-1810), entre els quals cal destacar el futur economista Frederic Skarbek (1792-1866), que el va honrar en la seva Mémoires, i que sempre el va tenir com a amic. Durant aquest període amb els Skarbek, va viure a Varsòvia i a la zona rural de Zelazowa Wola, a 40 quilòmetres a l'oest de la capital, el lloc on naixeria Frédéric Chopin.
Nicolas es va casar el 2 de juny de 1806 amb Tekla Justyna Krzyżanowska (1782-1861), parenta de la comtessa Skarbek. La parella va tenir quatre fills: Ludwika (1807), Fryderyk Franciszek (Frederic) (1810), Izabela (1811) i Emilia, nascuda el 1813 però que va morir de tuberculosi el 1827, als 14 anys. Pocs mesos després del naixement de Frédéric, el setembre de 1810, Nicolas entrà a treballar a l'escola secundària a Varsòvia (Liceum Warszawskie), on posteriorment seria professor i, des de 1820, a l'escola militar (Académie du Corps des Cadets de la Noblesse).
Es va retirar l'any 1837 i la seva sol·licitud de jubilació va quedar arxivada i aparegué publicada el 1925; és aquest document que ha permès saber el seu lloc exacte de naixement de Nicolas, ja que en vida, ell afirmava haver nascut a Nancy. Nicolas Chopin va morir de tuberculosi el 3 de maig de 1844, i està enterrat en el Cementiri Powązki, a Varsòvia.

## Relació amb Frédéric
Després de la marxa de Frédéric a Viena, en 1830, i després que es traslladés a França el 1831, Nicolás i Justyna només van poder veure tornar-lo a veure en una ocasió, el 1835, a Karlovy Vary (Karlsbad), una ciutat-balneari de Bohèmia (llavors formant part de l'Imperi d'Àustria), una de les més famoses del món occidental. Després van passar un parell de dies a Tetschen, a casa del comte de Thun, aristòcrata que Frédéric havia conegut a París. D'altra banda, entre pares i fill sempre van mantenir una correspondència per carta activa.